# Викулов, Василий Иванович
Василий Иванович Викулов (2 января 1904, Нерчинск, Российская империя — 23 января 1971, Ленинград, СССР) — российский советский живописец, член Ленинградского Союза художников.

## Биография
Викулов Василий Иванович родился 2 января 1904 года в городе Нерчинске. В 1924 году окончил Благовещенский художественный техникум. В 1925—1930 учился в Ленинградском ВХУТЕИНе у К. С. Петрова-Водкина, В. Е. Савинского. В 1930 окончил институт с присвоением звания художника живописи. Дипломная работа — картина "Литейный цех «Красного путиловца» (Музей Академии художеств, Петербург).
Участник выставок с 1930 года. В конце 1920-х принимал участие в деятельности ленинградского филиала Ассоциации художников революционной России (АХРР—АХР), в 1929 году вошёл в состав «Общества живописцев». Член Ленинградского Союза художников с 1935 года. Писал жанровые и исторические картины, портреты, пейзажи. Автор картин «Прощание с С. М. Кировым» (1934), «Манифест о семичасовом рабочем дне» (1936), «Демонстрация на площади Урицкого» (1937), «Выступление С. М. Кирова на Октябрьских торжествах в Ленинграде в 1928 году» (1938), «Ёлка на Дворцовой площади» (1939), «Митинг сибиряков» (1943), «Уборка урожая» (1947), «Дворцовая площадь» (1949), «Зимний дворец» (1951), «Нева» (1952), «Ленинградский пейзаж» (1953), «Невский зимой» (1955), «Старая Рига», «Встреча голландских моряков в Ленинграде» (обе 1956), «Город на Неве», «Исаакиевская площадь», «Портрет девушки Нади» (все 1957), «Зимний пейзаж» (1958), «Ростов-Ярославский. Восстановление памятников древней архитектуры» (1959), «Зимний день» (1960), «В ранний час», «Арка Главного штаба» (обе 1961), «Старая Ладога» (1962), «Кировская ГЭС» (1963), «Нева праздничная», «Улица в Старой Ладоге», «Утро на Неве» (все 1964), «Площадь Ленина» (1969) и других.
Скончался 23 января 1971 года в Ленинграде на 68-м году жизни. 
Произведения В. И. Викулова находятся в Государственном Русском музее, в музеях и частных собраниях в России и за рубежом.

## Выставки
- 1951 год (Ленинград): Выставка произведений ленинградских художников.
- 1954 год (Ленинград): Весенняя выставка произведений ленинградских художников.
- 1955 год (Ленинград): "Весенняя выставка произведений ленинградских художников".
- 1956 год (Ленинград): Осенняя выставка произведений ленинградских художников.
- 1957 год (Ленинград): 1917 - 1957. Выставка произведений ленинградских художников.
- 1958 год (Ленинград): Осенняя выставка произведений ленинградских художников.
- 1960 год (Ленинград): Выставка произведений ленинградских художников 1960 года.
- 1960 год (Ленинград): Выставка произведений ленинградских художников.
- 1961 год (Ленинград): «Выставка произведений ленинградских художников» открылась в залах Государственного Русского музея .
- 1962 год (Ленинград): "Осенняя выставка произведений ленинградских художников".
- 1964 год (Ленинград): Ленинград. Зональная выставка.
- 1976 год (Москва): Изобразительное искусство Ленинграда.